# أمجاز الدشيش
توجد بلدية أمجاز الدشيش بولاية سكيكدة تحدها شمالا بلدية بوشطاطة وشرقا بلدية رمضان جمال وصالح بوالشعور وغربا بلدية سيدي مزغيش وجنوبا بلدية الحروش وهي بلدية تعدادها السكاني حوالي 18000 نسمة يمارس الزراعة كمصدر اساسي